# Matty Aslan
Matei (Matty) Aslan (n. 7 mai 1924, orașul Ismail (astăzi în Ucraina); d. 21 septembrie 1995) a fost un caricaturist, grafician, ilustrator de carte, regizor și scenarist de filme de animație. 

## Biografie
Matei (Matty) Aslan s-a născut la data de 7 mai 1924 în orașul Ismail (astăzi în Ucraina), într-o familie de etnie armeană. Tatăl lui a fost director de bancă. Matty a copilărit apoi la Iași, Craiova și Pitești, liceul absolvindu-l la Iași.
Din anul 1946 publică desene și caricaturi în presă, făcând în același timp și ilustrație de carte. A absolvit în anul 1948 Academia de Arte Frumoase din București.
După încercarea din 1946 a lui Jean Moraru, abia în 1949, alături de Ion Popescu-Gopo și tatăl său, Matty Aslan scoate scurt-metrajul de animație Punguța cu doi bani. 
Matei Aslan participă din anul 1963 la saloane ale umoriștilor și anuale de grafică. În anul 1965, el expune la Bruxelles, în cadrul Salonului Internațional al Umoriștilor. Matty Aslan cultiva umorul-poantă, incisivitatea satirică a grafiei fiind potențată de promptitudinea replicii literare care o însoțește și o explică. 
Matty Aslan a fost și regizor și scenarist de filme de animație. A fost angajat, împreună cu alți desenatori și graficieni, de către Studioul "Animafilm" din București. Printre acestea menționăm: O poveste cu ursuleți (1953), Formica (1973) și D-ale organigramei no.3 (1976). Seria „Formica” (formată din scurtmetrajele „Formica”, „Din nou Formica” și „Formica tot Formica”) era compusă din foarte concentrate fotograme ironice, destinate adulților.
Înainte de Revoluția din decembrie 1989, Matty Aslan era autor al unei rubrici permanente în ziarul „România liberă”, rubrică intitulată „Una pe zi de Matty”, pe care a realizat-o zi de zi timp de 17 ani. Caricaturile sale nu vizau viața politică, ci mai ales cotidianul, tinzând spre desen umoristic. Finalitatea socială imediată a umorului său (ridendo castigat mores) l-a făcut extrem de popular pentru aplombul și concizia adresei satirice directe. 
Matty Aslan a decedat la data de 21 septembrie 1995. 

## Distincții
- Ordinul „Meritul Cultural” clasa a V-a (1968) „pentru activitate deosebită în domeniul artelor plastice”[4]

## Filmografie

### Regizor
- O poveste cu ursuleți (1953)
- Lacătul minune (1955)
- Un bloc neobișnuit (1965)
- Autobiografie (1970)
- Liniște (1971)
- Formica (1973 - 1976) - serial
- Organigrame (1975 - 1976) - serial
- Tablete (1978)
- Noi cu drag muncim (1981)

### Scenarist
- Expresul de Buftea (1979)

### Actor
- Pantoful Cenușăresei (1969)